# Sophronitis jongheana
Cattleya jongheana là một loài lan đặc hữu của Brasil (Minas Gerais).

## Hình ảnh

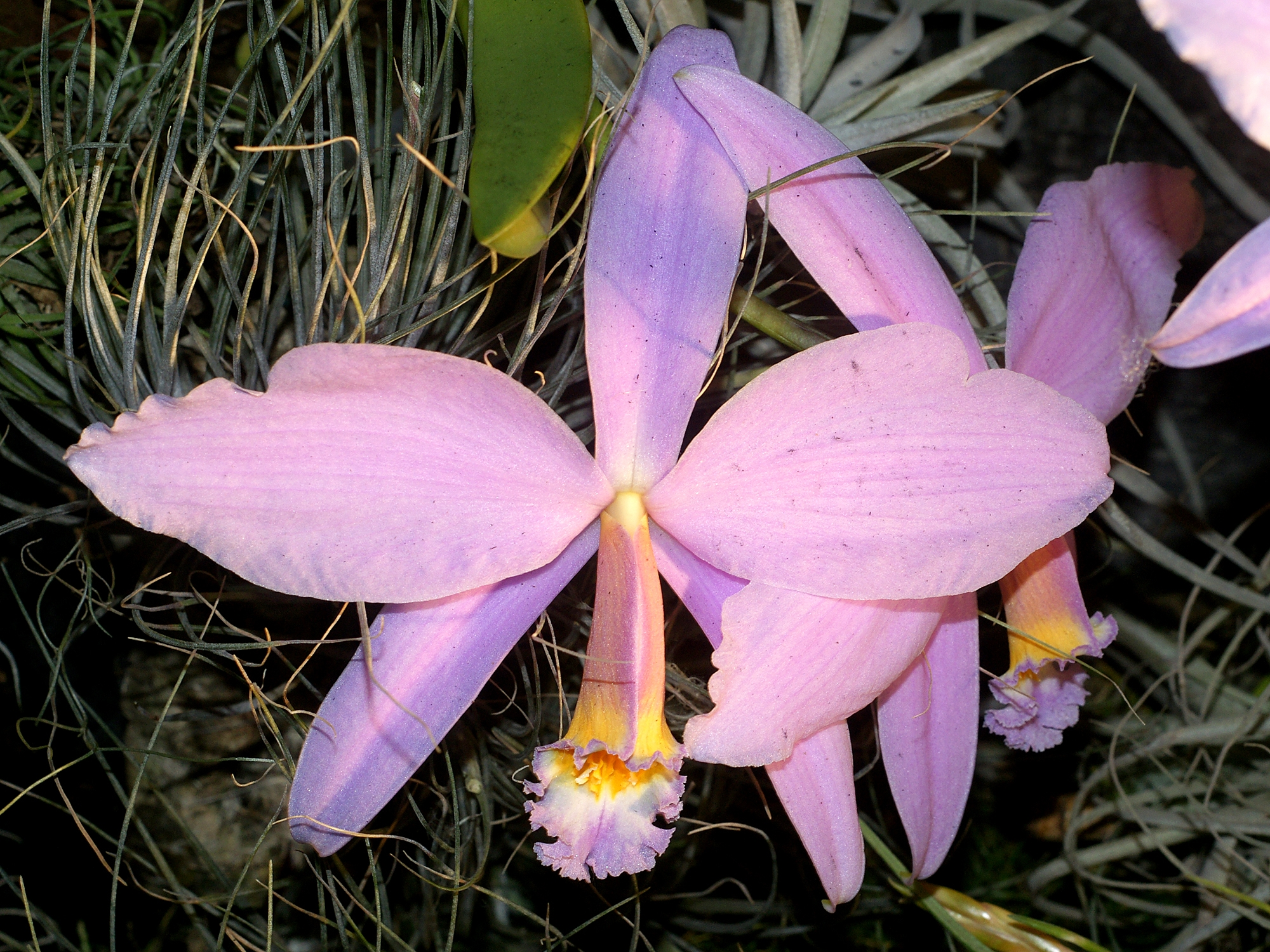
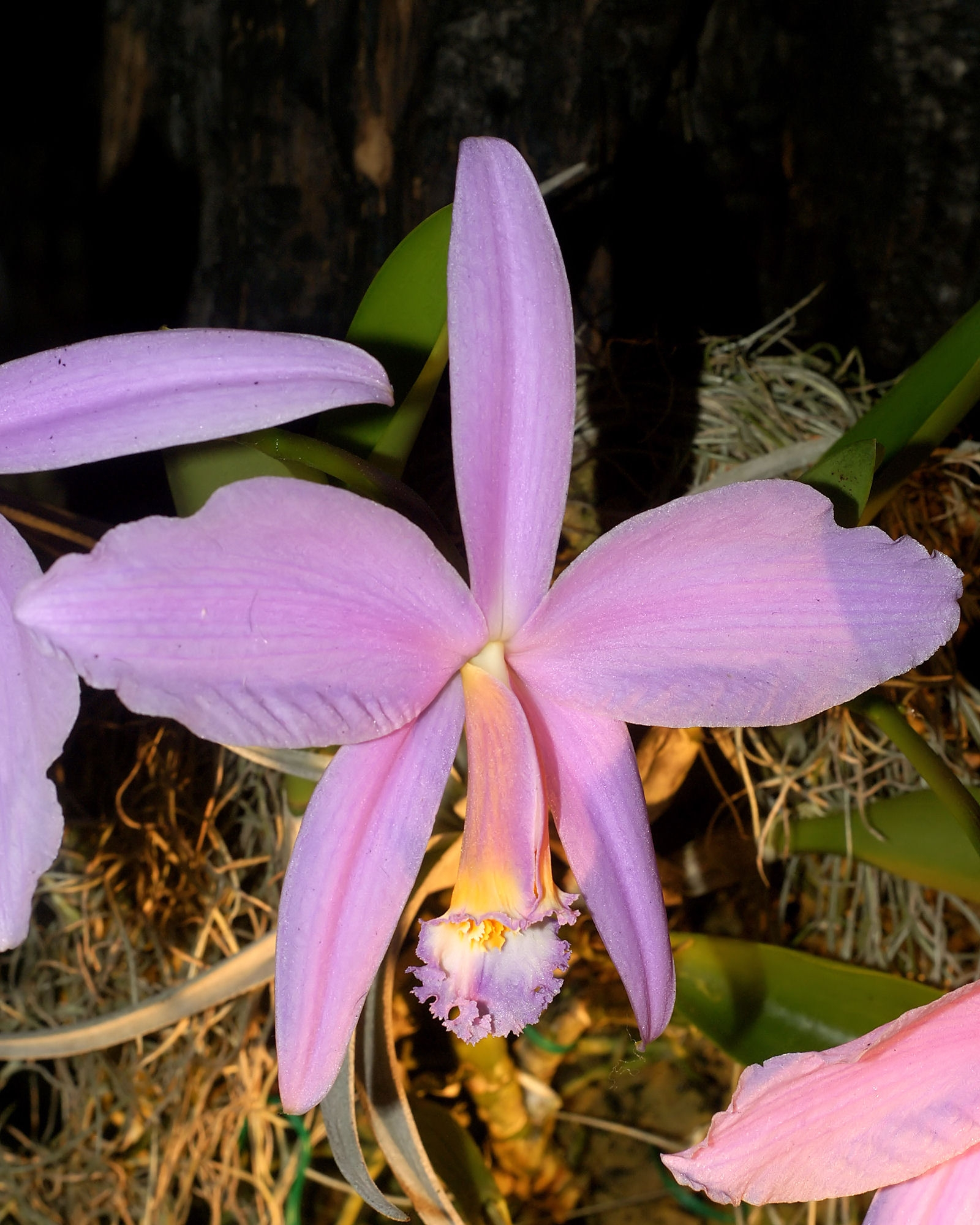
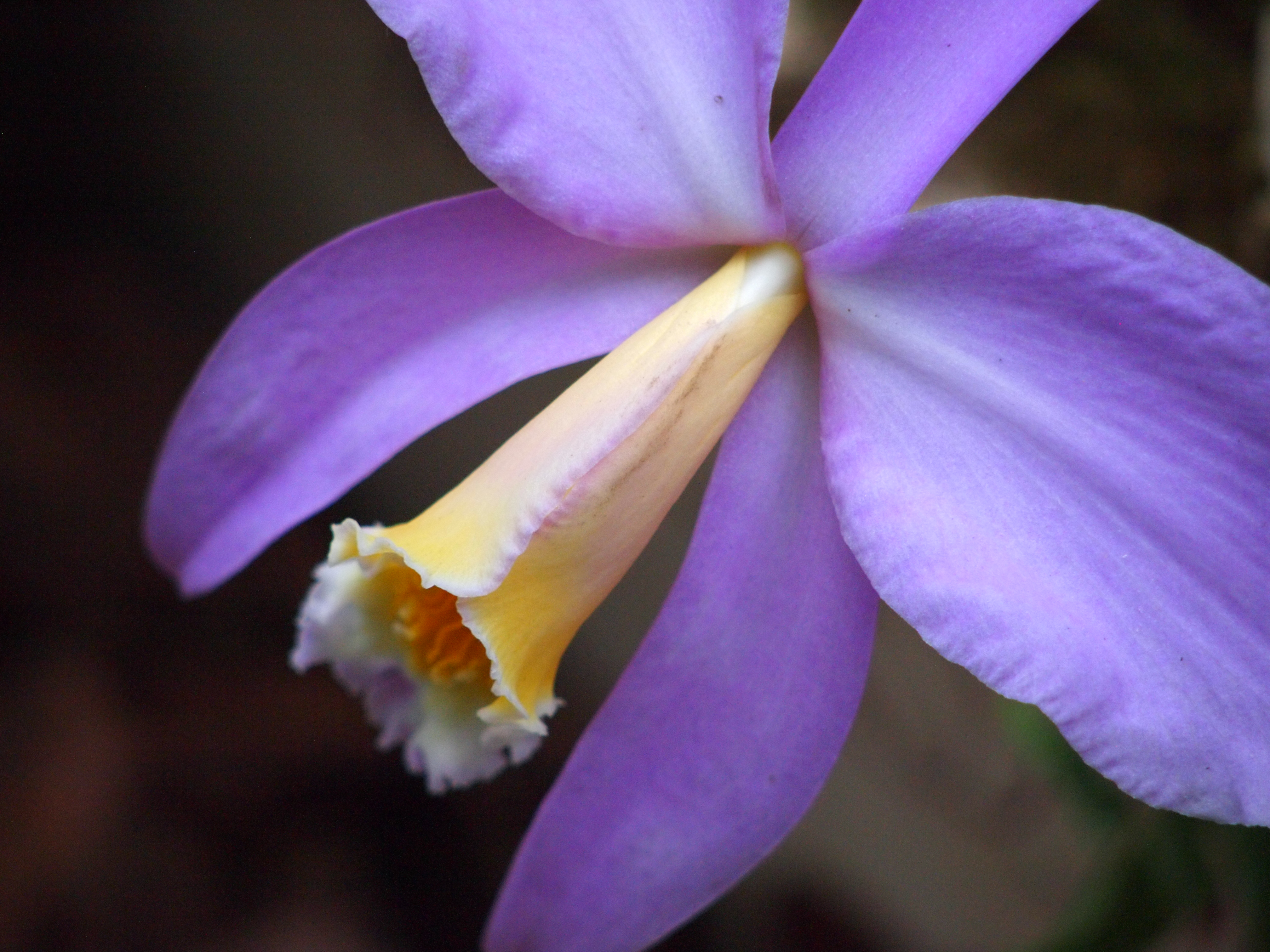
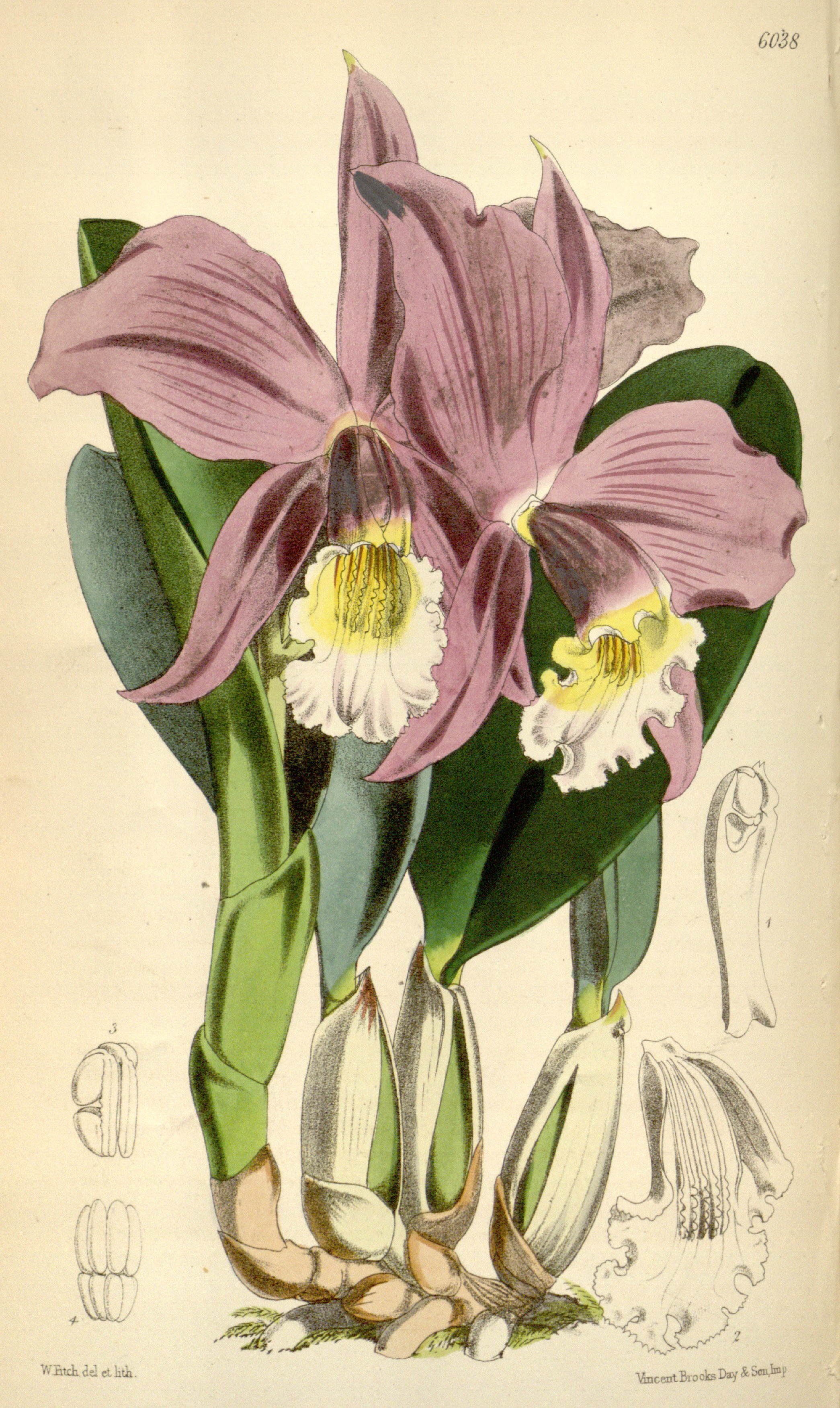